# Serie A2 2020-2021 (pallacanestro maschile)
La Serie A2 2020-21, per ragioni di sponsorizzazione denominata Serie A2 Old Wild West, è stata l'ottava edizione del massimo livello dilettantistico del Campionato italiano di pallacanestro, dopo la riforma avvenuta nell'estate 2013.
La stagione regolare si svolse tra il 22 novembre 2020 e il 21 aprile 2021 e con la seconda fase tra il 25 aprile e il 16 maggio 2021.

## Stagione

### Novità
Dalla stagione precedente due squadre si sono auto-retrocesse Fortitudo Agrigento e Andrea Costa Imola Basket, mentre altre quattro hanno ceduto il titolo sportivo a squadre della Serie B.
- La Junior Libertas Pallacanestro cede il titolo sportivo, continuando solo con il settore giovanile, alla nuova società JB Monferrato.[1]
- La Poderosa Pallacanestro Montegranaro cede il titolo sportivo alla Teate Basket Chieti.
- La Sporting Club Juvecaserta non si iscrive al campionato per problemi economici, lasciando spazio per il ripescaggio della Benedetto XIV Cento.
- I Roseto Sharks cedono il titolo sportivo alla Stella Azzurra Roma.[2]
- La Teate Basket Chieti cambia denominazione divenendo Chieti Basket 1974.

Dalla Serie A c'è stata solamente l'auto-retrocessione della Pistoia Basket 2000.
Con l'interruzione dello scorso campionato per via della pandemia, non ci sono state promozioni in Serie A, tuttavia con il posto lasciato da Pistoia, la Lega Basket ha chiesto la partecipazione per il campionato 2020-2021 prima al Basket Torino e poi alla Scaligera Basket Verona senza ottenere consenso dalle due società.

### Formula
Al campionato prendono parte 27 squadre suddivise in due gironi: quello "Verde" prevede la partecipazione di 14 squadre, per 26 gare complessive; quello "Rosso" di 13 squadre, per 24 gare complessive.
Le squadre di ciascun girone si affrontano in una prima fase di qualificazione (denominata Regular Season) con gare di andata e ritorno. In base alla classifica finale le squadre vengono suddivise in 5 fasce e collocate in altrettanti gironi:
- Girone Bianco (6 squadre): Comprende le squadre classificatesi ai posti 1-2-3 dei gironi Verde e Rosso. Accedono al girone portandosi dietro i risultati degli scontri diretti della prima fase e disputano 6 gare di andata e ritorno contro le altre 3 squadre del girone. Le 6 squadre partecipanti, già qualificate ai Play Off, si sfidano per il miglior posizionamento sui due tabelloni, come teste di serie 1-6.
- Girone Giallo (6 squadre): Comprende le squadre classificatesi ai posti 4-5-6 dei gironi Verde e Rosso. Accedono al girone portandosi dietro i risultati degli scontri diretti della prima fase e disputano 6 gare di andata e ritorno contro le altre 3 squadre del girone. Le 6 squadre partecipanti, già qualificate ai Play Off, si sfidano per il miglior posizionamento sui due tabelloni, come teste di serie 7-12.
- Girone Azzurro (6 squadre): Comprende le squadre classificatesi ai posti 7-8-9 dei gironi Verde e Rosso. Accedono al girone portandosi dietro i risultati degli scontri diretti della prima fase e disputano 6 gare di andata e ritorno contro le altre 3 squadre del girone. Le 6 squadre partecipanti lottano per gli ultimi 4 posti per i Play Off, quali teste di serie 13-16. Le ultime due classificate chiudono la loro stagione al termine della sesta gara del girone.
- Girone Blu (6 squadre): Comprende le squadre classificatesi ai posti 10-11-12 dei gironi Verde e Rosso. Accedono al girone portandosi dietro i risultati degli scontri diretti della prima fase, e disputando 6 gare di andata e ritorno contro le altre 3 squadre del girone. Le squadre che si classificheranno ai primi 4 posti manterranno il diritto di partecipazione alla prossima Serie A2; le ultime 2 classificate andranno a spareggiare nei Play Out per la salvezza.
- Girone Nero (3 squadre): Comprende le squadre classificatesi ai posti 13-14 del girone Verde e 13 del girone Rosso. Accedono al girone senza portarsi dietro i risultati degli scontri diretti della prima fase (non ne ha la squadra 13 del girone B). Al termine, l’ultima classificata retrocede in Serie B. La penultima e la terz’ultima spareggiano con l’ultima e la penultima del Girone Blu: le due perdenti, retrocedono in Serie B.

#### Play-off
Al termine della seconda fase si disputeranno i Play Off, alla quale accedono 16 squadre (dalla prima del girone Bianco alla quarta del girone Azzurro).
Verranno costituiti due tabelloni:
- Tabellone A: 1ª-16ª; 8ª-9ª; 4ª-13ª; 5ª-12ª
- Tabellone B: 2ª-15ª; 7ª-10ª; 3ª-14ª; 6ª-11ª

Le vincenti dei due tabelloni saranno promosse in Serie A.

#### Play-out
Al termine della seconda fase si disputeranno i Play Out, alla quale accedono 4 squadre (quinta e sesta del girone Blu; prima e seconda del girone Nero).
Le vincenti dei due Play Out restano in Serie A2; le due perdenti retrocedono in Serie B. Le retrocessioni saranno in tutto 3.

### Avvenimenti
La stagione è iniziata partendo dalla 3ª giornata il 22 novembre 2020 per le restrizioni dovute al Covid-19. La 1ª giornata è stata recuperata il 9 dicembre 2020.

## Stagione regolare
Le partite si disputano tra novembre 2020 e marzo 2021.

### Girone Verde

#### Squadre
| Squadra             | Stagione | Città                      | Palazzetto         | Stagione precedente         |
| ------------------- | -------- | -------------------------- | ------------------ | --------------------------- |
| Bergamo B. 2014     | dettagli | Bergamo                    | PalaNorda          | 14º posto in Serie A2 Ovest |
| Pall. Biella        | dettagli | Biella                     | Biella Forum       | 4º posto in Serie A2 Ovest  |
| Orlandina           | dettagli | Capo d'Orlando             | PalaFantozzi       | 13º posto in Serie A2 Ovest |
| Derthona Basket     | dettagli | Tortona                    | PalaOltrepò        | 9º posto in Serie A2 Ovest  |
| Mantova             | dettagli | Mantova                    | Grana Padano Arena | 4º posto in Serie A2 Est    |
| JB Monferrato       | dettagli | Casale Monferrato          | PalaFerraris       | 3º posto in Serie A2 Ovest  |
| Pall. Orzinuovi     | dettagli | Orzinuovi                  | PalaBertocchi      | 14º posto in Serie A2 Est   |
| U.C.C. Piacenza     | dettagli | Casalpusterlengo, Piacenza | PalaBanca          | 8º posto in Serie A2 Est    |
| Basket Torino       | dettagli | Torino                     | PalaRuffini        | 1º posto in Serie A2 Ovest  |
| Pall. Trapani       | dettagli | Trapani                    | PalaIlio           | 6º posto in Serie A2 Ovest  |
| Blu Treviglio       | dettagli | Treviglio                  | PalaFacchetti      | 5º posto in Serie A2 Ovest  |
| Amici Pall. Udinese | dettagli | Udine                      | PalaCarnera        | 5º posto in Serie A2 Est    |
| Urania Milano       | dettagli | Milano                     | PalaLido           | 7º posto in Serie A2 Est    |
| Scaligera Verona    | dettagli | Verona                     | AGSM Forum         | 3º posto in Serie A2 Est    |

#### Allenatori e primatisti
| Squadra        | Allenatore                                                  | Capitano            | Cestista più presente                                 | Miglior marcatore         |
| -------------- | ----------------------------------------------------------- | ------------------- | ----------------------------------------------------- | ------------------------- |
| Bergamo        | Marco Calvani                                               | Ruben Zugno         | 5 giocatori (26)                                      | Rei Pullazi (362)         |
| Biella         | Iacopo Squarcina                                            | Marco Laganà        | Federico Miaschi, Gianmarco Bertetti (26)             | Federico Miaschi (358)    |
| Capo d'Orlando | Marco Sodini                                                | Matteo Laganà       | Çelis Taflaj, Flavio Gay, Samuele Moretti (26)        | Jordan Floyd (602)        |
| JB Monferrato  | Mattia Ferrari (1ª-16ª) Andrea Valentini (17ª-26ª)          | Niccolò Martinoni   | Sam Thompson, Gora Camara (26)                        | Sam Thompson (389)        |
| Mantova        | Emanuele Di Paolantonio (1ª-12ª) Gennaro Di Carlo (13ª-26ª) | Mario Ghersetti     | Davide Bonacini, Matteo Ferrara, Lorenzo Maspero (26) | Christian James (332)     |
| Milano         | Davide Villa                                                | Andrea Benevelli    | 4 giocatori (26)                                      | Wayne Langston (404)      |
| Orzinuovi      | Fabio Corbani                                               | Anthony Miles       | 4 giocatori (26)                                      | Anthony Miles (554)       |
| Piacenza       | Stefano Salieri                                             | Matteo Formenti     | 7 giocatori (26)                                      | Markis McDuffie (535)     |
| Torino         | Demis Cavina                                                | Mirza Alibegović    | Jason Clark, Daniele Toscano, Lorenzo Penna (26)      | Ousmane Diop (388)        |
| Tortona        | Marco Ramondino                                             | Riccardo Tavernelli | 4 giocatori (26)                                      | Jalen Cannon (383)        |
| Trapani        | Daniele Parente                                             | Andrea Renzi        | La'Marshall Corbett, Marco Mollura (25)               | La'Marshall Corbett (445) |
| Treviglio      | Devis Cagnardi (1ª-25ª) Mauro Zambelli (26ª)                | Davide Reati        | 5 giocatori (26)                                      | J.J. Frazier (387)        |
| Udine          | Matteo Boniciolli                                           | Michele Antonutti   | 5 giocatori (26)                                      | Dominique Johnson (406)   |
| Verona         | Andrea Diana                                                | Giovanni Tomassini  | 5 giocatori (26)                                      | Francesco Candussi (382)  |

#### Classifica
Aggiornata al 18 aprile 2021.
|  | Pos. | Squadra                         | PT | G  | V  | P  | PF   | PS   | Dif  | SD  |
|  | ---- | ------------------------------- | -- | -- | -- | -- | ---- | ---- | ---- | --- |
|  | 1.   | Reale Mutua Torino              | 36 | 26 | 18 | 8  | 2117 | 1836 | +281 |     |
|  | 2.   | Bertram Tortona                 | 34 | 26 | 17 | 9  | 2005 | 1797 | +208 |     |
|  | 3.   | Apu Old Wild West Udine         | 32 | 26 | 16 | 10 | 2003 | 1993 | +10  |     |
|  | 4.   | Tezenis Verona                  | 30 | 26 | 15 | 11 | 2101 | 2036 | +65  |     |
|  | 5.   | Urania Milano                   | 28 | 26 | 14 | 12 | 1957 | 1977 | -20  |     |
|  | 6.   | BCC Treviglio                   | 26 | 26 | 13 | 13 | 2132 | 2171 | -39  | 3-1 |
|  | 7.   | 2B Control Trapani              | 26 | 26 | 13 | 13 | 1980 | 2063 | -83  | 2-2 |
|  | 8.   | UCC Assigeco Piacenza           | 26 | 26 | 13 | 13 | 2135 | 2142 | -7   | 1-3 |
|  | 9.   | Staff Mantova                   | 24 | 26 | 12 | 14 | 1959 | 1985 | -26  | 2-0 |
|  | 10.  | Novipiù JB Monferrato           | 24 | 26 | 12 | 14 | 1928 | 2082 | -154 | 0-2 |
|  | 11.  | Orlandina Basket Capo d’Orlando | 22 | 26 | 11 | 15 | 2157 | 2278 | -121 |     |
|  | 12.  | Agribertocchi Orzinuovi         | 20 | 26 | 10 | 16 | 2129 | 2168 | -36  |     |
|  | 13.  | Withu Bergamo                   | 18 | 26 | 9  | 17 | 1964 | 1974 | -10  | 2-0 |
|  | 14.  | Edilnol Biella                  | 18 | 26 | 9  | 17 | 2143 | 2208 | -65  | 0-2 |

      Ammesse al Girone Bianco.
      Ammesse al Girone Giallo.
      Ammesse al Girone Azzurro.
      Ammesse al Girone Blu.
      Ammesse al Girone Nero.
 Promossa dopo i play-off in Serie A1 2021-2022.
 Retrocessa in Serie B 2021-2022.
In caso di parità tra due squadre si considera la differenza canestri degli scontri diretti, in caso di scarto nullo si considera il coefficiente canestri (PF/PS). In caso di parità fra tre o più squadre si procede al calcolo della classifica avulsa, prendendo in considerazione come primo elemento il totale degli scontri diretti tra le squadre interne alla classifica avulsa, in caso di parità interna tra due squadre si prosegue con le regole per la parità tra due squadre.

#### Calendario
Aggiornato al 18 aprile 2021.
| andata (1ª) | andata (1ª)                                     | 1ª giornata                           | ritorno (14ª) | ritorno (14ª) |  |
|             |                                                 |                                       |               |               |  |
|             | 96-101                                          | UCC Assigeco Piacenza - Urania Milano | 87-76         |               |  |
| 87-83       | BCC Treviglio - 2B Control Trapani              | 90-80                                 |               |               |  |
| 70-64       | Bertram Tortona - Reale Mutua Torino            | 71-75                                 |               |               |  |
| 59-76       | Withu Bergamo - Apu Old Wild West Udine         | 87-83                                 |               |               |  |
| 81-70       | Staff Mantova - Orlandina Basket Capo d’Orlando | 98-102                                |               |               |  |
| 93-87       | Novipiù JB Monferrato - Tezenis Verona          | 68-64                                 |               |               |  |
| 93-64       | Agribertocchi Orzinuovi - Edilnol Biella        | 94-87                                 |               |               |  |

| andata (2ª) | andata (2ª)                                     | 2ª giornata                                       | ritorno (15ª) | ritorno (15ª) |  |
|             |                                                 |                                                   |               |               |  |
|             | 77-86                                           | Orlandina Basket Capo d’Orlando - Bertram Tortona | 70-93         |               |  |
| 78-76       | 2B Control Trapani - Novipiù JB Monferrato      | 66-74                                             |               |               |  |
| 85-76       | Tezenis Verona - Agribertocchi Orzinuovi        | 94-93                                             |               |               |  |
| 79-72       | Urania Milano - Staff Mantova                   | 70-60                                             |               |               |  |
| 94-82       | Apu Old Wild West Udine - UCC Assigeco Piacenza | 80-91                                             |               |               |  |
| 113-118     | Edilnol Biella - BCC Treviglio                  | 95-83                                             |               |               |  |
| 72-54       | Reale Mutua Torino - Withu Bergamo              | 67-71                                             |               |               |  |

| andata (3ª) | andata (3ª)                                             | 3ª giornata                          | ritorno (16ª) | ritorno (16ª) |  |
|             |                                                         |                                      |               |               |  |
|             | 57-85                                                   | 2B Control Trapani - Bertram Tortona | 72-71         |               |  |
| 92-94       | Agribertocchi Orzinuovi - UCC Assigeco Piacenza         | 96-89                                |               |               |  |
| 100-82      | Orlandina Basket Capo d’Orlando - Novipiù JB Monferrato | 79-97                                |               |               |  |
| 81-99       | Staff Mantova - Apu Old Wild West Udine                 | 68-57                                |               |               |  |
| 60-76       | Edilnol Biella - Reale Mutua Torino                     | 90-85                                |               |               |  |
| 72-75       | Urania Milano - Tezenis Verona                          | 80-93                                |               |               |  |
| 81-71       | BCC Treviglio - Withu Bergamo                           | 76-73                                |               |               |  |

| andata (4ª) | andata (4ª)                                          | 4ª giornata                      | ritorno (17ª) | ritorno (17ª) |  |
|             |                                                      |                                  |               |               |  |
|             | 65-54                                                | Bertram Tortona - Edilnol Biella | 95-83         |               |  |
| 68-79       | Novipiù JB Monferrato - Urania Milano                | 77-81                            |               |               |  |
| 89-82       | Tezenis Verona - Staff Mantova                       | 80-84                            |               |               |  |
| 80-84       | UCC Assigeco Piacenza - 2B Control Trapani           | 82-86                            |               |               |  |
| 86-80       | Apu Old Wild West Udine - BCC Treviglio              | 84-83                            |               |               |  |
| 72-78       | Withu Bergamo - Agribertocchi Orzinuovi              | 86-79                            |               |               |  |
| 110-76      | Reale Mutua Torino - Orlandina Basket Capo d’Orlando | 72-71                            |               |               |  |

| andata (5ª) | andata (5ª)                                  | 5ª giornata                                      | ritorno (18ª) | ritorno (18ª) |  |
|             |                                              |                                                  |               |               |  |
|             | 106-88                                       | Edilnol Biella - Orlandina Basket Capo d’Orlando | 99-103        |               |  |
| 90-63       | Staff Mantova - Novipiù JB Monferrato        | 70-55                                            |               |               |  |
| 71-73       | Agribertocchi Orzinuovi - Reale Mutua Torino | 63-88                                            |               |               |  |
| 85-55       | Withu Bergamo - Urania Milano                | 72-78                                            |               |               |  |
| 68-75       | UCC Assigeco Piacenza - Bertram Tortona      | 68-63                                            |               |               |  |
| 79-69       | BCC Treviglio - Tezenis Verona               | 85-73                                            |               |               |  |
| 71-78       | 2B Control Trapani - Apu Old Wild West Udine | 55-67                                            |               |               |  |

| andata (6ª) | andata (6ª)                                               | 6ª giornata                        | ritorno (19ª) | ritorno (19ª) |  |
|             |                                                           |                                    |               |               |  |
|             | 61-73                                                     | Urania Milano - 2B Control Trapani | 64-79         |               |  |
| 95-98       | Orlandina Basket Capo d’Orlando - Apu Old Wild West Udine | 80-86                              |               |               |  |
| 67-73       | Staff Mantova - BCC Treviglio                             | 71-82                              |               |               |  |
| 88-54       | Reale Mutua Torino - UCC Assigeco Piacenza                | 82-78                              |               |               |  |
| 90-82       | Bertram Tortona - Agribertocchi Orzinuovi                 | 78-63                              |               |               |  |
| 65-62       | Novipiù JB Monferrato - Withu Bergamo                     | 68-104                             |               |               |  |
| 77-81       | Tezenis Verona - Edilnol Biella                           | 80-85                              |               |               |  |

| andata (7ª) | andata (7ª)                                     | 7ª giornata                                     | ritorno (20ª) | ritorno (20ª) |  |
|             |                                                 |                                                 |               |               |  |
|             | 78-82                                           | Withu Bergamo - Orlandina Basket Capo d’Orlando | 72-73         |               |  |
| 78-71       | UCC Assigeco Piacenza - Tezenis Verona          | 65-83                                           |               |               |  |
| 83-110      | 2B Control Trapani - Reale Mutua Torino         | 72-104                                          |               |               |  |
| 66-79       | Apu Old Wild West Udine - Novipiù JB Monferrato | 85-74                                           |               |               |  |
| 87-69       | Bertram Tortona - BCC Treviglio                 | 84-66                                           |               |               |  |
| 67-69       | Agribertocchi Orzinuovi - Staff Mantova         | 74-102                                          |               |               |  |
| 74-82       | Edilnol Biella - Urania Milano                  | 72-78                                           |               |               |  |

| andata (8ª) | andata (8ª)                                             | 8ª giornata                     | ritorno (21ª) | ritorno (21ª) |  |
|             |                                                         |                                 |               |               |  |
|             | 69-79                                                   | Urania Milano - Bertram Tortona | 71-68         |               |  |
| 71-79       | Edilnol Biella - 2B Control Trapani                     | 83-87                           |               |               |  |
| 71-109      | Novipiù JB Monferrato - Agribertocchi Orzinuovi         | 77-74                           |               |               |  |
| 89-86       | Orlandina Basket Capo d’Orlando - UCC Assigeco Piacenza | 87-91                           |               |               |  |
| 75-63       | Staff Mantova - Withu Bergamo                           | 67-70                           |               |               |  |
| 69-77       | Tezenis Verona - Apu Old Wild West Udine                | 81-66                           |               |               |  |
| 77-66       | BCC Treviglio - Reale Mutua Torino                      | 92-86                           |               |               |  |

| andata (9ª) | andata (9ª)                                          | 9ª giornata                            | ritorno (22ª) | ritorno (22ª) |  |
|             |                                                      |                                        |               |               |  |
|             | 82-65                                                | Novipiù JB Monferrato - Edilnol Biella | 72-83         |               |  |
| 83-87       | 2B Control Trapani - Orlandina Basket Capo d’Orlando | 66-54                                  |               |               |  |
| 88-78       | UCC Assigeco Piacenza - Withu Bergamo                | 79-75                                  |               |               |  |
| 84-68       | Reale Mutua Torino - Staff Mantova                   | 85-52                                  |               |               |  |
| 87-80       | Bertram Tortona - Tezenis Verona                     | 62-68                                  |               |               |  |
| 108-97      | Agribertocchi Orzinuovi - BCC Treviglio              | 83-90                                  |               |               |  |
| 83-78       | Apu Old Wild West Udine - Urania Milano              | 67-53                                  |               |               |  |

| andata (10ª) | andata (10ª)                                    | 10ª giornata                           | ritorno (23ª) | ritorno (23ª) |  |
|              |                                                 |                                        |               |               |  |
|              | 82-74                                           | UCC Assigeco Piacenza - Edilnol Biella | 89-95         |               |  |
| 59-73        | Apu Old Wild West Udine - Reale Mutua Torino    | 74-83                                  |               |               |  |
| 82-85        | Withu Bergamo - Tezenis Verona                  | 78-84                                  |               |               |  |
| 77-88        | BCC Treviglio - Novipiù JB Monferrato           | 68-87                                  |               |               |  |
| 72-81        | Staff Mantova - Bertram Tortona                 | 79-74                                  |               |               |  |
| 78-71        | Agribertocchi Orzinuovi - 2B Control Trapani    | 91-102                                 |               |               |  |
| 95-93        | Orlandina Basket Capo d’Orlando - Urania Milano | 72-86                                  |               |               |  |

| andata (11ª) | andata (11ª)                                     | 11ª giornata                   | ritorno (24ª) | ritorno (24ª) |  |
|              |                                                  |                                |               |               |  |
|              | 70-75                                            | Edilnol Biella - Withu Bergamo | 82-93         |               |  |
| 73-77        | Reale Mutua Torino - Novipiù JB Monferrato       | 81-59                          |               |               |  |
| 98-72        | Tezenis Verona - Orlandina Basket Capo d’Orlando | 83-76                          |               |               |  |
| 87-99        | Urania Milano - Agribertocchi Orzinuovi          | 77-57                          |               |               |  |
| 76-59        | Bertram Tortona - Apu Old Wild West Udine        | 64-68                          |               |               |  |
| 75-62        | 2B Control Trapani - Staff Mantova               | 64-75                          |               |               |  |
| 85-93        | BCC Treviglio - UCC Assigeco Piacenza            | 91-84                          |               |               |  |

| andata (12ª) | andata (12ª)                                      | 12ª giornata                       | ritorno (25ª) | ritorno (25ª) |  |
|              |                                                   |                                    |               |               |  |
|              | 65-63                                             | Urania Milano - Reale Mutua Torino | 65-85         |               |  |
| 67-78        | Withu Bergamo - Bertram Tortona                   | 73-62                              |               |               |  |
| 76-82        | Novipiù JB Monferrato - UCC Assigeco Piacenza     | 76-98                              |               |               |  |
| 72-76        | Apu Old Wild West Udine - Agribertocchi Orzinuovi | 77-76                              |               |               |  |
| 98-97        | Orlandina Basket Capo d’Orlando - BCC Treviglio   | 85-80                              |               |               |  |
| 92-80        | Staff Mantova - Edilnol Biella                    | 77-98                              |               |               |  |
| 88-74        | Tezenis Verona - 2B Control Trapani               | 81-69                              |               |               |  |

| andata (13ª) | andata (13ª)                             | 13ª giornata                                              | ritorno (26ª) | ritorno (26ª) |  |
|              |                                          |                                                           |               |               |  |
|              | 92-86                                    | Agribertocchi Orzinuovi - Orlandina Basket Capo d’Orlando | 65-90         |               |  |
| 82-70        | UCC Assigeco Piacenza - Staff Mantova    | 69-75                                                     |               |               |  |
| 91-82        | Reale Mutua Torino - Tezenis Verona      | 81-82                                                     |               |               |  |
| 65-76        | BCC Treviglio - Urania Milano            | 61-81                                                     |               |               |  |
| 83-43        | Bertram Tortona - Novipiù JB Monferrato  | 78-81                                                     |               |               |  |
| 90-89        | 2B Control Trapani - Withu Bergamo       | 81-75                                                     |               |               |  |
| 84-62        | Edilnol Biella - Apu Old Wild West Udine | 95-101                                                    |               |               |  |

### Girone Rosso

#### Squadre
| Squadra             | Stagione | Città      | Palazzetto                                               | Stagione precedente           |
| ------------------- | -------- | ---------- | -------------------------------------------------------- | ----------------------------- |
| Benedetto XIV Cento | dettagli | Cento      | Milwaukee Dinelli Arena                                  | 2º posto in Serie B Girone C  |
| Chieti 1974         | dettagli | Chieti     | PalaTricalle Sandro Leombroni                            | 6º posto in Serie B Girone C  |
| Eurobasket Roma     | dettagli | Roma       | Palazzo dello Sport                                      | 12º posto in Serie A2 Ovest   |
| Kleb Ferrara        | dettagli | Ferrara    | Palasport di Ferrara                                     | 6º posto in Serie A2 Est      |
| Pall. Forlì 2.015   | dettagli | Forlì      | Unieuro Arena                                            | 2º posto in Serie A2 Est      |
| Latina Basket       | dettagli | Latina     | PalaBianchini                                            | 11º posto in Serie A2 Ovest   |
| Napoli Basket       | dettagli | Napoli     | PalaBarbuto                                              | 8º posto in Serie A2 Ovest    |
| Pistoia Basket      | dettagli | Pistoia    | PalaTerme (Montecatini Terme) (1ª-15) PalaCarrara (16ª-) | 15º posto in Serie A          |
| Basket Ravenna      | dettagli | Ravenna    | Pala De André                                            | 1º posto in Serie A2 Est      |
| N.P.C. Rieti        | dettagli | Rieti      | PalaSojourner                                            | 7º posto in Serie A2 Ovest    |
| San Severo          | dettagli | San Severo | Palasport Falcone e Borsellino                           | 10º posto in Serie A2 Est     |
| Scafati Basket      | dettagli | Scafati    | PalaMangano                                              | 10º posto in Serie A2 Ovest   |
| Stella Azzurra      | dettagli | Roma       | PalaCoccia (Veroli)                                      | 12º posto in Serie B Girone D |

#### Allenatori e primatisti
| Squadra        | Allenatore                                                     | Capitano             | Cestista più presente                                    | Miglior marcatore                      |
| -------------- | -------------------------------------------------------------- | -------------------- | -------------------------------------------------------- | -------------------------------------- |
| Cento          | Matteo Mecacci                                                 | Alex Ranuzzi         | 7 giocatori (23)                                         | Tekele Cotton (250)                    |
| Chieti         | Domenico Sorgentone (1ª-16ª) Massimo Maffezzoli (17ª-26ª)      | Alessandro Piazza    | 4 giocatori (24)                                         | Paulius Sorokas (376)                  |
| Ferrara        | Spiro Leka                                                     | Tommaso Fantoni      | 5 giocatori (24)                                         | Kenny Hasbrouck (314)                  |
| Forlì          | Sandro Dell'Agnello                                            | Jacopo Giachetti     | 5 giocatori (24)                                         | Terrence Roderick (449)                |
| Latina         | Franco Gramenzi                                                | Davide Raucci        | 4 giocatori (24)                                         | Jaren Lewis (312)                      |
| Napoli         | Stefano Sacripanti                                             | Diego Monaldi        | 6 giocatori (24)                                         | Pierpaolo Marini (327)                 |
| Pistoia        | Michele Carrea                                                 | Gianluca Della Rosa  | 6 giocatori (24)                                         | Deshawn Sims (365)                     |
| Ravenna        | Massimo Cancellieri                                            | Alberto Chiumenti    | Samme Givens, Davide Denegri, Tommaso Oxilia (24)        | Samme Givens, Daniele Cinciarini (327) |
| Rieti          | Alessandro Rossi                                               | Francesco Stefanelli | Steve Taylor, Giacomo Sanguinetti, Riziero Ponziani (22) | Steve Taylor (340)                     |
| Eurobasket     | Damiano Pilot                                                  | Eugenio Fanti        | 5 giocatori (24)                                         | Roberto Gallinat (412)                 |
| Stella Azzurra | Germano D'Arcangeli                                            | ...                  | Stephen Thompson, Elhadji Thioune (23)                   | Stephen Thompson (479)                 |
| San Severo     | Lino Lardo (1ª-?ª) Nicolas Panizza (?ª-?ª) Luca Bechi (?ª-26ª) | Emidio Di Donato     | Andy Ogide, Chris Mortellaro, Michele Antelli (24)       | Andy Ogide (320)                       |
| Scafati        | Alessandro Finelli                                             | Tommaso Marino       | Lorenzo Benvenuti, Luigi Sergio, Bernardo Musso (24)     | Charles Thomas (441)                   |

#### Classifica
Aggiornata al 21 aprile 2021.
|  | Pos. | Squadra                          | PT | G  | V  | P  | PF   | PS   | Dif  | SD  |
|  | ---- | -------------------------------- | -- | -- | -- | -- | ---- | ---- | ---- | --- |
|  | 1.   | Unieuro Forlì                    | 38 | 24 | 19 | 5  | 1897 | 1738 | +159 | +3  |
|  | 2.   | GeVi Napoli                      | 38 | 24 | 19 | 5  | 1871 | 1617 | +254 | -3  |
|  | 3.   | Givova Scafati                   | 36 | 24 | 18 | 6  | 1960 | 1775 | +185 |     |
|  | 4.   | Atlante Eurobasket Roma          | 28 | 24 | 14 | 10 | 1894 | 1831 | +63  |     |
|  | 5.   | Top Secret Ferrara               | 26 | 24 | 13 | 11 | 1852 | 1876 | -24  |     |
|  | 6.   | LUX Chieti Basket 1974           | 24 | 24 | 12 | 12 | 1768 | 1804 | -36  | 2-0 |
|  | 7.   | OraSì Ravenna                    | 24 | 24 | 12 | 12 | 1834 | 1796 | +38  | 0-2 |
|  | 8.   | Tramec Cento                     | 22 | 23 | 11 | 12 | 1666 | 1695 | -29  |     |
|  | 9.   | Giorgio Tesi Group Pistoia       | 22 | 24 | 11 | 13 | 1768 | 1812 | -44  |     |
|  | 10.  | Kienergia Rieti                  | 18 | 23 | 9  | 14 | 1730 | 1779 | -49  |     |
|  | 11.  | Benacquista Assicurazioni Latina | 16 | 24 | 8  | 16 | 1680 | 1761 | -81  |     |
|  | 12.  | Allianz Pazienza San Severo      | 10 | 24 | 5  | 19 | 1604 | 1804 | -200 |     |
|  | 13.  | Stella Azzurra Roma              | 8  | 24 | 4  | 20 | 1690 | 1926 | -236 |     |

      Ammesse al Girone Bianco.
      Ammesse al Girone Giallo.
      Ammesse al Girone Azzurro.
      Ammesse al Girone Blu.
      Ammesse al Girone Nero.
 Promossa dopo i play-off in Serie A1 2021-2022.
 Retrocessa in Serie B 2021-2022.
In caso di parità tra due squadre si considera la differenza canestri degli scontri diretti, in caso di scarto nullo si considera il coefficiente canestri (PF/PS). In caso di parità fra tre o più squadre si procede al calcolo della classifica avulsa, prendendo in considerazione come primo elemento il totale degli scontri diretti tra le squadre interne alla classifica avulsa, in caso di parità interna tra due squadre si prosegue con le regole per la parità tra due squadre.
  Vincitrice della Supercoppa LNP 2020
  Vincitrice della Coppa Italia LNP 2021

#### Calendario
Aggiornato al 21 aprile 2021.
| andata (1ª) | andata (1ª)                                         | 1ª giornata                                       | ritorno (14ª) | ritorno (14ª) |
|             |                                                     |                                                   |               |               |
|             | 65-72                                               | Benacquista Assicurazioni Latina - Givova Scafati | 71-84         |               |
| 67-68       | Atlante Eurobasket Roma - Top Secret Ferrara        | 73-80                                             |               |               |
| 83-72       | LUX Chieti Basket 1974 - Giorgio Tesi Group Pistoia | 74-86                                             |               |               |
| 83-73       | OraSi Ravenna - Kienergia Rieti                     | 96-91                                             |               |               |
| 73-54       | GeVi Napoli - Stella Azzurra Roma                   | 94-74                                             |               |               |
| 80-67       | Unieuro Forlì - Tramec Cento                        | 72-54                                             |               |               |
|             | Riposa: Allianz Pazienza Cestistica San Severo      |                                                   |               |               |

| andata (2ª) | andata (2ª)                                                | 2ª giornata                      | ritorno (15ª) | ritorno (15ª) |
|             |                                                            |                                  |               |               |
|             | 73-69                                                      | Top Secret Ferrara - GeVi Napoli | 63-91         |               |
| 70-66       | Giorgio Tesi Group Pistoia - Atlante Eurobasket Roma       | 86-92                            |               |               |
| 88-91       | Givova Scafati - OraSi Ravenna                             | 80-60                            |               |               |
| 71-86       | Stella Azzurra Roma - Unieuro Forlì                        | 77-90                            |               |               |
| 67-70       | Tramec Cento - Benacquista Assicurazioni Latina            | 74-64                            |               |               |
| 63-73       | Allianz Pazienza Cestistica San Severo - LUX Chieti Basket | 65-82                            |               |               |
|             | Riposa: Kienergia Rieti                                    |                                  |               |               |

| andata (3ª) | andata (3ª)                                  | 3ª giornata                                                               | ritorno (16ª) | ritorno (16ª) |
|             |                                              |                                                                           |               |               |
|             | 64-49                                        | Benacquista Assicurazioni Latina - Allianz Pazienza Cestistica San Severo | 70-66         |               |
| 79-94       | Stella Azzurra Roma - Givova Scafati         | 65-85                                                                     |               |               |
| 88-86       | LUX Chieti Basket 1974 - Tramec Cento        | 50-65                                                                     |               |               |
| 79-68       | Unieuro Forlì - Top Secret Ferrara           | 85-81                                                                     |               |               |
| 71-67       | Kienergia Rieti - Giorgio Tesi Group Pistoia | 81-68                                                                     |               |               |
| 72-83       | Atlante Eurobasket Roma - GeVi Napoli        | 60-80                                                                     |               |               |
|             | Riposa: OraSi Ravenna                        |                                                                           |               |               |

| andata (4ª) | andata (4ª)                                                         | 4ª giornata                                    | ritorno (17ª) | ritorno (17ª) |
|             |                                                                     |                                                |               |               |
|             | 90-58                                                               | GeVi Napoli - Benacquista Assicurazioni Latina | 69-59         |               |
| 88-72       | Givova Scafati - LUX Chieti Basket 1974                             | 83-82                                          |               |               |
| 78-85       | Tramec Cento - Atlante Eurobasket Roma                              | 75-81                                          |               |               |
| 74-60       | Allianz Pazienza Cestistica San Severo - Giorgio Tesi Group Pistoia | 50-68                                          |               |               |
| 70-83       | OraSi Ravenna - Unieuro Forlì                                       | 77-83                                          |               |               |
| 84-75       | Top Secret Ferrara - Kienergia Rieti                                | 67-79                                          |               |               |
|             | Riposa: Stella Azzurra Roma                                         |                                                |               |               |

| andata (5ª) | andata (5ª)                                                | 5ª giornata                                              | ritorno (18ª) | ritorno (18ª) |
|             |                                                            |                                                          |               |               |
|             | 70-64                                                      | Kienergia Rieti - Allianz Pazienza Cestistica San Severo | 61-64         |               |
| 51-65       | Giorgio Tesi Group Pistoia - GeVi Napoli                   | 64-79                                                    |               |               |
| 75-73       | LUX Chieti Basket 1974 - OraSi Ravenna                     | 62-57                                                    |               |               |
| 86-83       | Givova Scafati - Top Secret Ferrara                        | 68-81                                                    |               |               |
| 83-57       | Tramec Cento - Stella Azzurra Roma                         | 89-84                                                    |               |               |
| 69-78       | Benacquista Assicurazioni Latina - Atlante Eurobasket Roma | 73-85                                                    |               |               |
|             | Riposa: Unieuro Forlì                                      |                                                          |               |               |

| andata (6ª) | andata (6ª)                                                   | 6ª giornata                               | ritorno (19ª) | ritorno (19ª) |
|             |                                                               |                                           |               |               |
|             | 73-61                                                         | Atlante Eurobasket Roma - Kienergia Rieti | 86-82         |               |
| 81-70       | Giorgio Tesi Group Pistoia - Benacquista Assicurazioni Latina | 77-69                                     |               |               |
| 60-81       | Stella Azzurra Roma - OraSi Ravenna                           | 70-85                                     |               |               |
| 70-62       | Unieuro Forlì - LUX Chieti Basket 1974                        | 78-79                                     |               |               |
| 59-89       | Allianz Pazienza Cestistica San Severo - Givova Scafati       | 69-83                                     |               |               |
| 79-59       | GeVi Napoli - Tramec Cento                                    | 74-79                                     |               |               |
|             | Riposa: Top Secret Ferrara                                    |                                           |               |               |

| andata (7ª) | andata (7ª)                                               | 7ª giornata                     | ritorno (20ª) | ritorno (20ª) |
|             |                                                           |                                 |               |               |
|             | 74-79                                                     | Kienergia Rieti - Unieuro Forlì | 84-88         |               |
| 78-67       | Givova Scafati - Giorgio Tesi Group Pistoia               | 86-67                           |               |               |
| 83-81       | Top Secret Ferrara - Stella Azzurra Roma                  | 70-86                           |               |               |
| 80-60       | Tramec Cento - Allianz Pazienza Cestistica San Severo     | 78-70                           |               |               |
| 75-66       | Benacquista Assicurazioni Latina - LUX Chieti Basket 1974 | 68-76                           |               |               |
| 69-75       | OraSi Ravenna - Atlante Eurobasket Roma                   | 61-71                           |               |               |
|             | Riposa: GeVi Napoli                                       |                                 |               |               |

| andata (8ª) | andata (8ª)                                                 | 8ª giornata                    | ritorno (21ª) | ritorno (21ª) |
|             |                                                             |                                |               |               |
|             | 92-65                                                       | Unieuro Forlì - Givova Scafati | 60-79         |               |
| 84-63       | Atlante Eurobasket Roma - Stella Azzurra Roma               | 87-74                          |               |               |
| 71-66       | LUX Chieti Basket 1974 - Kienergia Rieti                    | 63-77                          |               |               |
| 68-65       | Allianz Pazienza Cestistica San Severo - Top Secret Ferrara | 92-98                          |               |               |
| 54-69       | OraSi Ravenna - GeVi Napoli                                 | 70-67                          |               |               |
| 63-75       | Giorgio Tesi Group Pistoia - Tramec Cento                   | 91-78                          |               |               |
|             | Riposa: Benacquista Assicurazioni Latina                    |                                |               |               |

| andata (9ª) | andata (9ª)                                        | 9ª giornata                                          | ritorno (22ª) | ritorno (22ª) |
|             |                                                    |                                                      |               |               |
|             | 76-55                                              | GeVi Napoli - Allianz Pazienza Cestistica San Severo | 81-71         |               |
| 69-80       | Atlante Eurobasket Roma - Unieuro Forlì            | 83-87                                                |               |               |
| 68-81       | Stella Azzurra Roma - LUX Chieti Basket 1974       | 61-63                                                |               |               |
| 94-89       | Top Secret Ferrara - OraSi Ravenna                 | 82-88                                                |               |               |
| 64-74       | Tramec Cento - Givova Scafati                      | 69-83                                                |               |               |
| 82-77       | Kienergia Rieti - Benacquista Assicurazioni Latina | 72-91                                                |               |               |
|             | Riposa: Giorgio Tesi Group Pistoia                 |                                                      |               |               |

| andata (10ª) | andata (10ª)                                           | 10ª giornata                                           | ritorno (23ª) | ritorno (23ª) |
|              |                                                        |                                                        |               |               |
|              | 70-66                                                  | Benacquista Assicurazioni Latina - Stella Azzurra Roma | 68-72         |               |
| 66-75        | LUX Chieti Basket 1974 - Top Secret Ferrara            | 68-86                                                  |               |               |
| 78-90        | Givova Scafati - GeVi Napoli                           | 68-78                                                  |               |               |
| 83-72        | Unieuro Forlì - Allianz Pazienza Cestistica San Severo | 70-85                                                  |               |               |
| 75-79        | Kienergia Rieti - Tramec Cento                         | n.d.                                                   |               |               |
| 72-74        | OraSi Ravenna - Giorgio Tesi Group Pistoia             | 76-61                                                  |               |               |
|              | Riposa: Atlante Eurobasket Roma                        |                                                        |               |               |

| andata (11ª) | andata (11ª)                                           | 11ª giornata                          | ritorno (24ª) | ritorno (24ª) |
|              |                                                        |                                       |               |               |
|              | 81-67                                                  | Stella Azzurra Roma - Kienergia Rieti | 73-84         |               |
| 71-65        | Top Secret Ferrara - Benacquista Assicurazioni Latina  | 64-92                                 |               |               |
| 90-85        | GeVi Napoli - LUX Chieti Basket 1974                   | 60-58                                 |               |               |
| 79-75        | Giorgio Tesi Group Pistoia - Unieuro Forlì             | 72-81                                 |               |               |
| 103-81       | Givova Scafati - Atlante Eurobasket Roma               | 80-79                                 |               |               |
| 81-83        | Allianz Pazienza Cestistica San Severo - OraSi Ravenna | 70-88                                 |               |               |
|              | Riposa: Tramec Cento                                   |                                       |               |               |

| andata (12ª) | andata (12ª)                                     | 12ª giornata                                                     | ritorno (25ª) | ritorno (25ª) |
|              |                                                  |                                                                  |               |               |
|              | 86-67                                            | Atlante Eurobasket Roma - Allianz Pazienza Cestistica San Severo | 69-53         |               |
| 89-80        | Unieuro Forlì - GeVi Napoli                      | 69-75                                                            |               |               |
| 72-80        | Stella Azzurra Roma - Giorgio Tesi Group Pistoia | 76-94                                                            |               |               |
| 74-59        | Top Secret Ferrara - Tramec Cento                | 72-78                                                            |               |               |
| 79-74        | Kienergia Rieti - Givova Scafati                 | 72-92                                                            |               |               |
| 95-76        | OraSi Ravenna - Benacquista Assicurazioni Latina | 67-81                                                            |               |               |
|              | Riposa: LUX Chieti Basket 1974                   |                                                                  |               |               |

| andata (13ª) | andata (13ª)                                                 | 13ª giornata                                     | ritorno (26ª) | ritorno (26ª) |
|              |                                                              |                                                  |               |               |
|              | 53-70                                                        | Benacquista Assicurazioni Latina - Unieuro Forlì | 62-68         |               |
| 91-95        | LUX Chieti Basket 1974 - Atlante Eurobasket Roma             | 98-97                                            |               |               |
| 60-58        | Tramec Cento - OraSi Ravenna                                 | 68-91                                            |               |               |
| 70-55        | Allianz Pazienza Cestistica San Severo - Stella Azzurra Roma | 65-71                                            |               |               |
| 77-80        | GeVi Napoli - Kienergia Rieti                                | 82-74                                            |               |               |
| 90-87        | Giorgio Tesi Group Pistoia - Top Secret Ferrara              | 80-82                                            |               |               |
|              | Riposa: Givova Scafati                                       |                                                  |               |               |

## Seconda Fase

### Girone Bianco
|  | Pos. | Squadra                 | Pt | G  | V | P | PtF | PtS | Diff. |
|  | ---- | ----------------------- | -- | -- | - | - | --- | --- | ----- |
|  | 1.   | GeVi Napoli             | 14 | 10 | 7 | 3 | 757 | 735 | +22   |
|  | 2.   | Reale Mutua Torino      | 12 | 10 | 6 | 4 | 779 | 723 | +56   |
|  | 3.   | Bertram Tortona         | 10 | 10 | 5 | 5 | 726 | 720 | +6    |
|  | 4.   | Apu Old Wild West Udine | 8  | 10 | 4 | 6 | 716 | 751 | -35   |
|  | 5.   | Givova Scafati          | 8  | 10 | 4 | 6 | 767 | 785 | -18   |
|  | 6.   | Unieuro Forlì           | 8  | 10 | 4 | 6 | 758 | 789 | -31   |

Aggiornato al 17 maggio 2021.
| andata (1ª) | andata (1ª)                             | 1ª giornata                      | ritorno (4ª) | ritorno (4ª) |
|             |                                         |                                  |              |              |
|             | 75-85                                   | Reale Mutua Torino - GeVi Napoli | 73-67        |              |
| 79-70       | Apu Old Wild West Udine - Unieuro Forlì | 83-74                            |              |              |
| 69-67       | Bertram Tortona - Givova Scafati        | 69-89                            |              |              |

| andata (2ª) | andata (2ª)                           | 2ª giornata                     | ritorno (5ª) | ritorno (5ª) |
|             |                                       |                                 |              |              |
|             | 83-71                                 | Unieuro Forlì - Bertram Tortona | 76-80        |              |
| 71-63       | GeVi Napoli - Apu Old Wild West Udine | 71-64                           |              |              |
| 57-70       | Givova Scafati - Reale Mutua Torino   | 95-89                           |              |              |

| andata (3ª) | andata (3ª)                              | 3ª giornata                   | ritorno (6ª) | ritorno (6ª) |
|             |                                          |                               |              |              |
|             | 83-62                                    | Bertram Tortona - GeVi Napoli | 73-78        |              |
| 84-89       | Reale Mutua Torino - Unieuro Forlì       | 93-56                         |              |              |
| 88-83       | Apu Old Wild West Udine - Givova Scafati | 80-86                         |              |              |

### Girone Giallo
|  | Pos. | Squadra                 | Pt | G  | V | P | PtF | PtS | Diff. |
|  | ---- | ----------------------- | -- | -- | - | - | --- | --- | ----- |
|  | 7.   | Tezenis Verona          | 14 | 10 | 7 | 3 | 811 | 724 | +87   |
|  | 8.   | BCC Treviglio           | 12 | 10 | 6 | 4 | 750 | 700 | +50   |
|  | 9.   | Top Secret Ferrara      | 12 | 10 | 6 | 4 | 799 | 780 | +19   |
|  | 10.  | Urania Milano           | 10 | 10 | 5 | 5 | 784 | 794 | -10   |
|  | 11.  | Atlante Eurobasket Roma | 8  | 10 | 4 | 6 | 765 | 803 | -38   |
|  | 12.  | LUX Chieti Basket 1974  | 4  | 10 | 2 | 8 | 709 | 817 | -108  |

Aggiornato al 17 maggio 2021.
| andata (1ª) | andata (1ª)                             | 1ª giornata                            | ritorno (4ª) | ritorno (4ª) |
|             |                                         |                                        |              |              |
|             | 73-70                                   | Urania Milano - LUX Chieti Basket 1974 | 67-75        |              |
| 77-56       | BCC Treviglio - Atlante Eurobasket Roma | 57-68                                  |              |              |
| 91-68       | Tezenis Verona - Top Secret Ferrara     | 85-81                                  |              |              |

| andata (2ª) | andata (2ª)                             | 2ª giornata                             | ritorno (5ª) | ritorno (5ª) |
|             |                                         |                                         |              |              |
|             | 93-79                                   | Atlante Eurobasket Roma - Urania Milano | 78-86        |              |
| 73-78       | Top Secret Ferrara - BCC Treviglio      | 84-82                                   |              |              |
| 72-74       | LUX Chieti Basket 1974 - Tezenis Verona | 49-84                                   |              |              |

| andata (3ª) | andata (3ª)                              | 3ª giornata                        | ritorno (6ª) | ritorno (6ª) |
|             |                                          |                                    |              |              |
|             | 93-92                                    | Urania Milano - Top Secret Ferrara | 77-92        |              |
| 89-57       | Tezenis Verona - Atlante Eurobasket Roma | 78-81                              |              |              |
| 83-65       | BCC Treviglio - LUX Chieti Basket 1974   | 83-55                              |              |              |

### Girone Azzurro
|  | Pos. | Squadra                    | Pt | G  | V | P | PtF | PtS | Diff. |
|  | ---- | -------------------------- | -- | -- | - | - | --- | --- | ----- |
|  | 13.  | 2B Control Trapani         | 14 | 10 | 7 | 3 | 797 | 761 | +36   |
|  | 14.  | OraSì Ravenna              | 12 | 10 | 6 | 4 | 761 | 714 | +47   |
|  | 15.  | Staff Mantova              | 12 | 10 | 6 | 4 | 740 | 731 | +9    |
|  | 16.  | Giorgio Tesi Group Pistoia | 12 | 10 | 6 | 4 | 809 | 807 | +2    |
|  | 17.  | Tramec Cento               | 8  | 10 | 4 | 6 | 691 | 733 | -42   |
|  | 18.  | UCC Assigeco Piacenza      | 2  | 10 | 1 | 9 | 752 | 804 | -52   |

Aggiornato al 17 maggio 2021.
| andata (1ª) | andata (1ª)                                        | 1ª giornata                       | ritorno (4ª) | ritorno (4ª) |
|             |                                                    |                                   |              |              |
|             | 80-61                                              | 2B Control Trapani - Tramec Cento | 76-69        |              |
| 81-76       | Staff Mantova - OraSi Ravenna                      | 62-70                             |              |              |
| 83-90       | UCC Assigeco Piacenza - Giorgio Tesi Group Pistoia | 83-90                             |              |              |

| andata (2ª) | andata (2ª)                           | 2ª giornata                                     | ritorno (5ª) | ritorno (5ª) |
|             |                                       |                                                 |              |              |
|             | 71-82                                 | Giorgio Tesi Group Pistoia - 2B Control Trapani | 101-95       |              |
| 78-77       | OraSi Ravenna - UCC Assigeco Piacenza | 80-74                                           |              |              |
| 60-74       | Tramec Cento - Staff Mantova          | 67-78                                           |              |              |

| andata (3ª) | andata (3ª)                                | 3ª giornata                        | ritorno (6ª) | ritorno (6ª) |
|             |                                            |                                    |              |              |
|             | 96-75                                      | 2B Control Trapani - OraSi Ravenna | 59-85        |              |
| 85-82       | Staff Mantova - Giorgio Tesi Group Pistoia | 78-86                              |              |              |
| 63-78       | UCC Assigeco Piacenza - Tramec Cento       | 59-73                              |              |              |

### Girone Blu
|  | Pos. | Squadra                          | Pt | G  | V | P | PtF | PtS | Diff. |
|  | ---- | -------------------------------- | -- | -- | - | - | --- | --- | ----- |
|  | 19.  | Orlandina Basket                 | 12 | 9  | 6 | 3 | 785 | 713 | +72   |
|  | 20.  | Agribertocchi Orzinuovi          | 12 | 9  | 6 | 3 | 781 | 673 | +108  |
|  | 21.  | Novipiù JB Monferrato            | 12 | 9  | 6 | 3 | 665 | 667 | -2    |
|  | 22.  | Benacquista Assicurazioni Latina | 8  | 9  | 4 | 5 | 664 | 700 | -36   |
|  | 23.  | Allianz Pazienza San Severo      | 6  | 8  | 3 | 5 | 571 | 585 | -14   |
|  | 24.  | Kienergia Rieti                  | 4  | 10 | 2 | 8 | 626 | 754 | -128  |

Aggiornato al 17 maggio 2021.
| andata (1ª) | andata (1ª)                                    | 1ª giornata                                              | ritorno (4ª) | ritorno (4ª) |
|             |                                                |                                                          |              |              |
|             | 70-69                                          | Novipiù JB Monferrato - Benacquista Assicurazioni Latina | 87-66        |              |
| 75-72       | Orlandina Basket - Allianz Pazienza San Severo | 83-91                                                    |              |              |
| 94-63       | Agribertocchi Orzinuovi - Kienergia Rieti      | 77-54                                                    |              |              |

| andata (2ª) | andata (2ª)                                                | 2ª giornata                        | ritorno (5ª) | ritorno (5ª) |
|             |                                                            |                                    |              |              |
|             | 71-91                                                      | Kienergia Rieti - Orlandina Basket | 69-90        |              |
| 92-86       | Benacquista Assicurazioni Latina - Agribertocchi Orzinuovi | 61-97                              |              |              |
| 86-75       | Allianz Pazienza San Severo - Novipiù JB Monferrato        | n.d.                               |              |              |

| andata (3ª) | andata (3ª)                                         | 3ª giornata                                           | ritorno (6ª) | ritorno (6ª) |
|             |                                                     |                                                       |              |              |
|             | 87-79                                               | Agribertocchi Orzinuovi - Allianz Pazienza San Severo | n.d.         |              |
| 91-74       | Orlandina Basket - Benacquista Assicurazioni Latina | n.d.                                                  |              |              |
| 86-84       | Novipiù JB Monferrato - Kienergia Rieti             | 20-0 a tav.                                           |              |              |

### Girone Nero
|  | Pos. | Squadra             | Pt | G | V | P | PtF | PtS | Diff. |
|  | ---- | ------------------- | -- | - | - | - | --- | --- | ----- |
|  | 25.  | Edilnol Biella      | 4  | 4 | 2 | 2 | 324 | 297 | +27   |
|  | 26.  | Stella Azzurra Roma | 4  | 4 | 2 | 2 | 328 | 328 | 0     |
|  | 27.  | Withu Bergamo       | 4  | 4 | 2 | 2 | 296 | 323 | -27   |

Aggiornato al 17 maggio 2021.
| andata (1ª) | andata (1ª) | 1ª giornata                    | ritorno (4ª) | ritorno (4ª) |
|             |             |                                |              |              |
|             | 77-67       | Withu Bergamo - Edilnol Biella | 66-82        |              |

| andata (2ª) | andata (2ª) | 2ª giornata                          | ritorno (5ª) | ritorno (5ª) |
|             |             |                                      |              |              |
|             | 100-67      | Edilnol Biella - Stella Azzurra Roma | 75-87        |              |

| andata (3ª) | andata (3ª) | 3ª giornata                         | ritorno (6ª) | ritorno (6ª) |
|             |             |                                     |              |              |
|             | 87-60       | Stella Azzurra Roma - Withu Bergamo | 87-93        |              |

## Play-out
I play-out si disputano al meglio di cinque partite, con Gara 1, Gara 2 ed eventuale Gara 5 giocate in casa della squadra che ha ottenuto la migliore classifica al termine della fase di qualificazione. Le perdenti retrocederanno in Serie B per la stagione 2021-2022.
|    | Primo spareggio | G1 | G2  | G3 | G4 | G5 |
| -- | --------------- | -- | --- | -- | -- | -- |
| 23 | San Severo      | 72 | 102 | 65 | 66 | 68 |
| 26 | Stella Azzurra  | 67 | 92  | 77 | 71 | 74 |

|    | Secondo spareggio | G1 | G2 | G3 | G4 | G5 |
| -- | ----------------- | -- | -- | -- | -- | -- |
| 24 | N.P.C. Rieti      | 70 | 86 | 60 | 75 |    |
| 25 | Pall. Biella      | 74 | 75 | 72 | 86 |    |

## Play-off
Tutti i turni dei play-off si disputano al meglio delle cinque gare, con Gara 1, Gara 2 ed eventuale Gara 5 giocate in casa della squadra che ha ottenuto la migliore classifica al termine della fase di qualificazione.
La vincente di ciascun tabellone dei play-off sarà promossa in Serie A per la stagione 2021-2022.

### Tabellone Oro
|  | Quarti di finale | Quarti di finale    | Quarti di finale    | Quarti di finale | Quarti di finale | Quarti di finale | Quarti di finale |  |  | Semifinali          | Semifinali          | Semifinali          | Semifinali          | Semifinali          | Semifinali | Semifinali |    |    | Finale        | Finale        | Finale        | Finale | Finale | Finale | Finale |  |
|  |                  |                     |                     |                  |                  |                  |                  |  |  |                     |                     |                     |                     |                     |            |            |    |    |               |               |               |        |        |        |        |  |
|  | 1B               | Napoli Basket       | Napoli Basket       | Napoli Basket    | 92               | 80               | 85               |  |  |                     |                     |                     |                     |                     |            |            |    |    |               |               |               |        |        |        |        |  |
|  | 4A               | Pistoia Basket      | Pistoia Basket      | Pistoia Basket   | 78               | 70               | 74               |  |  | Napoli Basket       | Napoli Basket       | Napoli Basket       | Napoli Basket       | 80                  | 78         | 88         |    |    |               |               |               |        |        |        |        |  |
|  | 2G               | Blu Treviglio       | 76                  | 88               | 70               | 54               | 62               |  |  | Kleb Ferrara        | Kleb Ferrara        | Kleb Ferrara        | Kleb Ferrara        | 53                  | 75         | 79         |    |    |               |               |               |        |        |        |        |  |
|  | 3G               | Kleb Ferrara        | 72                  | 86               | 80               | 69               | 66               |  |  |                     |                     |                     |                     |                     |            |            |    |    | Napoli Basket | Napoli Basket | Napoli Basket | 72     | 57     | 61     | 77     |  |
|  | 4B               | Amici Pall. Udinese | Amici Pall. Udinese | 66               | 65               | 68               | 84               |  |  |                     |                     | Amici Pall. Udinese | Amici Pall. Udinese | Amici Pall. Udinese | 56         | 53         | 71 | 67 |               |               |               |        |        |        |        |  |
|  | 1A               | Pall. Trapani       | Pall. Trapani       | 55               | 58               | 72               | 83               |  |  | Amici Pall. Udinese | Amici Pall. Udinese | 96                  | 85                  | 70                  | 79         | 73         |    |    |               |               |               |        |        |        |        |  |
|  | 5B               | Scafati Basket      | Scafati Basket      | 78               | 97               | 83               | 76               |  |  | Scafati Basket      | Scafati Basket      | 91                  | 79                  | 93                  | 82         | 70         |    |    |               |               |               |        |        |        |        |  |
|  | 6G               | Chieti 1974         | Chieti 1974         | 63               | 68               | 86               | 57               |  |  |                     |                     |                     |                     |                     |            |            |    |    |               |               |               |        |        |        |        |  |

### Tabellone Argento
|  | Quarti di finale | Quarti di finale  | Quarti di finale  | Quarti di finale | Quarti di finale | Quarti di finale | Quarti di finale |  |  | Semifinali       | Semifinali       | Semifinali       | Semifinali       | Semifinali | Semifinali | Semifinali |    |    | Finale        | Finale        | Finale | Finale | Finale | Finale | Finale |  |
|  |                  |                   |                   |                  |                  |                  |                  |  |  |                  |                  |                  |                  |            |            |            |    |    |               |               |        |        |        |        |        |  |
|  | 2B               | Basket Torino     | Basket Torino     | Basket Torino    | 79               | 84               | 76               |  |  |                  |                  |                  |                  |            |            |            |    |    |               |               |        |        |        |        |        |  |
|  | 3A               | Mantova           | Mantova           | Mantova          | 59               | 56               | 69               |  |  | Basket Torino    | Basket Torino    | Basket Torino    | Basket Torino    | 95         | 69         | 61         |    |    |               |               |        |        |        |        |        |  |
|  | 1G               | Scaligera Verona  | Scaligera Verona  | Scaligera Verona | 92               | 81               | 82               |  |  | Scaligera Verona | Scaligera Verona | Scaligera Verona | Scaligera Verona | 83         | 51         | 56         |    |    |               |               |        |        |        |        |        |  |
|  | 4G               | Urania Milano     | Urania Milano     | Urania Milano    | 63               | 78               | 67               |  |  |                  |                  |                  |                  |            |            |            |    |    | Basket Torino | Basket Torino | 64     | 77     | 86     | 77     | 74     |  |
|  | 3B               | Derthona Basket   | 83                | 97               | 62               | 76               | 78               |  |  |                  |                  | Derthona Basket  | Derthona Basket  | 60         | 89         | 56         | 78 | 75 |               |               |        |        |        |        |        |  |
|  | 2A               | Basket Ravenna    | 69                | 98               | 65               | 66               | 76               |  |  | Derthona Basket  | Derthona Basket  | Derthona Basket  | 67               | 80         | 80         | 70         |    |    |               |               |        |        |        |        |        |  |
|  | 6B               | Pall. Forlì 2.015 | Pall. Forlì 2.015 | 81               | 85               | 72               | 67               |  |  | Eurobasket Roma  | Eurobasket Roma  | Eurobasket Roma  | 66               | 85         | 78         | 69         |    |    |               |               |        |        |        |        |        |  |
|  | 5G               | Eurobasket Roma   | Eurobasket Roma   | 84               | 62               | 76               | 72               |  |  |                  |                  |                  |                  |            |            |            |    |    |               |               |        |        |        |        |        |  |

## Statistiche Stagione regolare

### Statistiche individuali
Aggiornato al 24 maggio 2021.

#### Punti a partita
| Rank | Giocatore       | Squadra         | PPG  |
| ---- | --------------- | --------------- | ---- |
| 1.   | Jordan Floyd    | Orlandina       | 24.1 |
| 2.   | Jeffrey Carroll | Pall. Biella    | 23.1 |
| 3.   | Xavier Johnson  | Orlandina       | 22.5 |
| 2.   | Anthony Miles   | Pall. Orzinuovi | 21.3 |
| 5.   | Lucio Redivo    | JB Monferrato   | 21.1 |

#### Assist
| Rank | Giocatore      | Squadra          | APG |
| ---- | -------------- | ---------------- | --- |
| 1.   | Matic Rebec    | Basket Ravenna   | 6.0 |
| 2.   | J.J. Frazier   | Blu Treviglio    | 5.5 |
| 3.   | Jordan Floyd   | Orlandina        | 5.4 |
| 4.   | Guido Rosselli | Scaligera Verona | 5.2 |
| 5.   | Mattia Palumbo | Scafati Basket   | 5.1 |

#### Rimbalzi
| Rank | Giocatore       | Squadra             | RPG |
| ---- | --------------- | ------------------- | --- |
| 1.   | Sandi Marcius   | Stella Azzurra      | 9.8 |
| 2.   | Abdel Fall      | Latina Basket       | 9.5 |
| 2.   | Steve Taylor    | N.P.C. Rieti        | 9.5 |
| 4.   | Nana Foulland   | Amici Pall. Udinese | 9.0 |
| 4.   | Paulius Sorokas | Chieti 1974         | 9.0 |

#### Valutazione
| Rank | Giocatore         | Squadra           | VPG  |
| ---- | ----------------- | ----------------- | ---- |
| 1.   | Xavier Johnson    | Orlandina         | 26.1 |
| 2.   | Jeffrey Carroll   | Pall. Biella      | 25.5 |
| 3.   | Terrence Roderick | Pall. Forlì 2.015 | 24.3 |
| 4.   | Jordan Floyd      | Orlandina         | 23.3 |
| 5.   | Anthony Miles     | Pall. Orzinuovi   | 23.0 |

#### Altre statistiche
| Categoria   | Giocatore         | Squadra         | Statistica |
| ----------- | ----------------- | --------------- | ---------- |
| Rubate      | Stephen Thompson  | Stella Azzurra  | 2.3        |
| Stoppate    | Brandon Gilbeck   | Latina Basket   | 2.6        |
| Palle perse | Jordan Floyd      | Orlandina       | 4.1        |
| 2P%         | Ousmane Diop      | Basket Torino   | 72.4%      |
| 3P%         | Stefano Masciadri | Bergamo B. 2014 | 45.1%      |
| FT%         | Lucio Redivo      | JB Monferrato   | 93.1%      |

### Statistiche di squadra
| Categoria     | Squadra                            | Media |
| ------------- | ---------------------------------- | ----- |
| Punti         | Orlandina                          | 83.0  |
| Punti subiti  | Pall. Orzinuovi                    | 83.4  |
| Rimbalzi      | Napoli Basket                      | 39.6  |
| Assist        | Blu Treviglio                      | 18.9  |
| Palle rubate  | Stella Azzurra                     | 8.1   |
| Stoppate      | Napoli Basket                      | 3.5   |
| Palle perse   | Latina Basket                      | 15.2  |
| % tiri liberi | Pall. Orzinuovi                    | 82.0% |
| % tiro da due | Basket Torino                      | 57.0% |
| % tiro da tre | Pall. Forlì 2.015 Scaligera Verona | 37.0% |

Fonte:  Statistics, su legapallacanestro.com.

## Verdetti

### Campione Serie A2
- Titolo non assegnato.

### Squadre promosse
- Promozioni in Serie A:

GeVi Napoli: Andrea Zerini, Antonio Iannuzzi, Amar Klačar, Jordan Parks, Daniele Sandri, Pierpaolo Marini, Josh Mayo, Lorenzo Uglietti, Eric Lombardi, Christian Burns, Diego Monaldi. Allenatore: Stefano Sacripanti.
Bertram Tortona: Samuel Sackey, Jalen Cannon, Giulio Gazzotti, Lorenzo Ambrosin, Riccardo Tavernelli, Lorenzo D'Ercole, Agustín Fabi, Bruno Mascolo, Luca Severini, Jamarr Sanders, Alessandro Morgillo. Allenatore: Marco Ramondino.

### Altri verdetti
- Retrocessioni: Withu Bergamo, Kienergia Rieti, Allianz Pazienza San Severo.
- Ripescaggi a fine stagione: Allianz Pazienza San Severo.
- Coppa Italia LNP: GeVi Napoli.
- Supercoppa LNP: Givova Scafati.

## Premi e riconoscimenti

### Miglior Under 21 del mese
Per ragione di sponsorizzazione il premio viene chiamato Under 21 Adidas Serie A2.
| Mese     | Giornata | Giocatore          | Squadra         | PPG  | RPG | APG | V-P | Rif.   |
| -------- | -------- | ------------------ | --------------- | ---- | --- | --- | --- | ------ |
| dicembre | 1–7      | Gora Camara        | JB Monferrato   | 12.3 | 9.3 | 0.7 | 4-3 | [ 7 ]  |
| gennaio  | 10–16    | Federico Miaschi   | Pall. Biella    | 15.2 | 3.0 | 2.5 | 3–3 | [ 8 ]  |
| febbraio | 17–21    | Matteo Parravicini | Bergamo B. 2014 | 8.5  | 2.0 | 2.2 | 5–1 | [ 9 ]  |
| aprile   | 17–21    | Federico Zampini   | Kleb Ferrara    | 10.0 | 3.8 | 3.4 | 5–2 | [ 10 ] |

### Riconoscimenti
Regular Season
| Premio                            | Giocatore          | Squadra          | Rif.   |
| --------------------------------- | ------------------ | ---------------- | ------ |
| MVP italiano Lanieri              | Ousmane Diop       | Basket Torino    | [ 11 ] |
| MVP straniero Lanieri             | Charles Thomas     | Scafati Basket   | [ 12 ] |
| Miglior giocatore Under 21 Adidas | Lorenzo Bucarelli  | Eurobasket Roma  | [ 13 ] |
| Miglior allenatore Lavoropiù      | Alessandro Ramagli | Scaligera Verona | [ 14 ] |

Playoff
| Premio     | Giocatore       | Squadra         | Ref           |
| ---------- | --------------- | --------------- | ------------- |
| MVP Finali | Christian Burns | Napoli Basket   | [ 15 ] [ 16 ] |
| MVP Finali | Bruno Mascolo   | Derthona Basket | [ 15 ] [ 16 ] |